# Sirius (försäkringsbolag)
Sirius var ett återförsäkringsbolag grundat av svenska Johnson-koncernen 1945. År 2021 slogs det samman med Third Point Reinsurance och bildade SiriusPoint med säte på Bermuda.

## Historia
Sirius grundades 1945 av Johnson-koncernen som ett dotterbolag till Nordstjernan under namnet Försäkringsaktiebolaget Sirius. 1985 såldes Sirius till Asea som sedermera blev ABB. ABB sålde Sirius i en förlustaffär 2004 till Bermudabaserade holdingbolaget White Mountains. Sirius såldes än en gång, denna gång till kinesiska China Minsheng Investment Group 2016. År 2021 köpte Third Point Reinsurance en majortiet av aktierna i Sirius och de två företagen fusionerades och bildade SiriusPoint som är listat på New York Stock Exchange.

## Verksamhet
Sirius verksamhet var inriktad på återförsäkring, det vill säga försäkringar till andra försäkringsbolag. Sirius hade huvudkontor i Stockholm samt Hamilton på Bermuda.
1973 köpte de villan Ulvaklev i Västmanland. Fastigheten fungerade som evakueringslokal för företaget vid krig. I fredstid fungerade den som trivselförmån för företagets anställda.
När Sirius var en del av Johnson-koncernen försäkrade de dess 45 fartyg för Nynäs-Petroleum, Avesta Jernverk, Karlstads Mekaniska Werkstad och Lindholmens varv. Sirius var återförsäkrare till två av de flygplan som var inblandade i 11 september-attackerna.